# Ley ordinaria
Una ley ordinaria es un texto legal aprobado por una asamblea legislativa, un parlamento o un congreso de diputados con validez legal y que tiene efectos en todo el territorio nacional o parte de él. Por regla general, la ley ordinaria es la norma de rango legal que constituye el tercer escalón en la jerarquía jurídica de las leyes de un Estado, tras la Constitución y paralelamente a las leyes orgánicas u otras equivalentes (que suelen poseer requisitos extraordinarios para su aprobación y versan sobre materias especiales), de mismo rango jerárquico y distintas a nivel competencial.
Su aprobación corresponde a las cortes generales, normalmente, por mayoría de los miembros en ejercicio de las cámaras correspondientes. En los sistemas democráticos los miembros del parlamento o congreso son elegidos por sufragio universal. La aprobación de las leyes se puede realizar por votación en el pleno de la cámara, o por alguna de las comisiones legislativas que pueden existir.
Las leyes ordinarias inician su tramitación, bien a iniciativa de la propia Cámara, o bien por iniciativa del poder ejecutivo. En algunos sistemas, además, se admite que sea a través de una iniciativa popular.
Son también leyes las dictadas por los órganos legislativos de los estados federados, territorios o comunidades autónomas que, dentro de un Estado federal, regional o de autonomías, tienen atribuida esta capacidad. Regula temas generales, en abstracto sin tomar como referencia una situación concreta y fáctica.

## Leyes orgánicas
Frente a la ley ordinaria, la ley orgánica arranca de un precepto constitucional o regimental. Para una ley ordinaria se exige un número de votos de la asamblea legislativa, normalmente la mayoría simple de los votos. Para la ley orgánica se exige un número de votos que normalmente supera la mayoría absoluta (50% de la cámara legislativa más un voto) o una mayoría cualificada (normalmente 3/5 partes de la asamblea legislativa).

## Francia
En Francia, una ley ordinaria (a veces llamada ley mera) es un acto votado por el Parlamento según el procedimiento legislativo establecido por la Constitución francesa y en una de las materias que la Constitución reserva expresamente. La ley ordinaria es votada según un procedimiento particular de la Asamblea nacional y del Senado. Desde la Constitución del 4 de octubre de 1958, su propiedad está limitada por el artículo 34 de la Constitución; se trata de reglas en materia de libertad pública, de estado y de capacidad de las personas, de determinación de los crímenes y delitos, de procedimiento penal, de impuestos, etc. El Parlamento no puede sobresalir su propiedad de intervención sin incurrir en la sanción de un órgano: el Consejo Constitucional de Francia. Una ley que sobresaliera de los límites de intervención no podría ser promulgada.

## Italia
Aunque la Constitución rija la confección, la aprobación y la utilización de las leyes ordinarias, a veces permite su ampliación. En efecto, en Italia, no es raro que una ley ordinaria coadyuve a la construcción de la constitución. Es decir, que la constitución italiana está regida por el llamado Estatuto albertino, firmado en 1848, lo que significa que las leyes ordinarias establecen la propia constitución.